# Allactaga elater
Allactaga elater е вид бозайник от семейство Тушканчикови (Dipodidae).

## Разпространение
Видът е разпространен в Азербайджан, Армения, Афганистан, Грузия, Иран, Казахстан, Киргизстан, Китай, Монголия, Пакистан, Русия, Таджикистан, Туркменистан, Турция и Узбекистан.